# Біленьківська сільська територіальна громада
Біленьківська сільська територіальна громада — територіальна громада в Україні, в Запорізькому районі Запорізької області. Адміністративний центр — село Біленьке.
Площа громади — 363,00 км², населення — 9897 мешканців (2020).
Утворена 15 липня 2016 року шляхом об'єднання Біленьківської, Лисогірської та Мар'ївської сільських рад Запорізького району.

## Населені пункти
До складу громади входять 9 сіл:
| Населений пункт  | Населення (2001) |
| ---------------- | ---------------- |
| Біленьке         | 4976             |
| Червонодніпровка | 64               |
| Лисогірка        | 2414             |
| Біленьке Перше   | 808              |
| Канівське        | 637              |
| Мар'ївка         | 2140             |
| Новосергіївка    | 173              |
| Смоляне          | 152              |
| Уділенське       | 19               |